# Wooldridge (Missouri)
Wooldridge est un village du comté de Cooper, dans le Missouri, aux États-Unis,. Situé à l'est du comté, il est fondé en 1901 et incorporé en 1902.

## Démographie
Lors du recensement de 2010, le village comptait une population de 61 habitants. Elle est estimée, en 2016, à 62 habitants.

## Source de la traduction
- (en) Cet article est partiellement ou en totalité issu de l’article de Wikipédia en anglais intitulé « Wooldridge, Missouri » (voir la liste des auteurs).